# Andrej Božič (menedžer)
Andrej Božič, slovenski pravnik in menedžer, * 16. januar 1960, Brežice, SFR Jugoslavija (sedaj Slovenija).
Deluje kot častni konzul Nove Zelandije za Slovenijo in član upravnih odborov Združenja Manager Slovenija ter Gospodarske zbornice Slovenije (GZS).

## Izobrazba
Formalno izobrazbo je pridobil na Gimnaziji Brežice ter na Ekonomski fakulteti v Ljubljani. Podiplomsko specializacijo je zaključil na študiju marketinga in financ na Cleveland State University v ZDA. Leta 2017 je prejel naziv Master of SQ and Quantum Leadership, Oxford Academy for Quantum Leadership by Danah Zohar, UK, ter se udeležil tudi drugih izobraževanj.
Nosi tudi naziv NLP praktik.

## Poslovna kariera
- 2022 - generalni direktor ZAVAS d.o.o.
- 2019 - 2022 član uprave SDH d.d.
- 2017 - 2019 senior partner BB Consulting d.o.o.
- 2010 - 2017 generalni direktor Steklarna Hrastnik d.o.o.
- 2008 - 2009 direktor Mondi Frohnleiten GmbH, Frohnleiten, Avstrija, del skupine Mondi
- 2005 - 2008 direktor Mondi Raubling GmbH, Raubling, Nemčija, del skupine Mondi
- 2003 - 2004 predsednik uprave Droga d.d.
- 2001 - 2003 direktor Iskra ERO d.o.o., Kranj, hčerinskega podjetja Korporacije HIDRIA iz Sp. Idrije
- 1998 – 2001 direktor ABB SLOVENIJA, direktor za Slovenijo in ZR Jugoslavijo ABB Ltd Zuerich
- 1994 – 1998 direktor podjetja GORIČANE, Tovarna papirja Medvode, d.d.
- 1991 – 1993 direktor mešanega podjetja SAVA PAPIR Krško, joint venture podjetja papirnice LEYKAM MURZTALER AG, Avstrija in tovarno celuloze in papirja VIDEM Krško
- 1990 – 1991 direktor mešanega podjetja VIDEM D ARCY INT.-joint venture Knox d'ArcyVidem
- 1985 – 1989 vodja izvoza v tovarni celuloze in papirja VIDEM Krško 1983 – 1984 samostojni komercialist v izvoznem oddelku tovarne celuloze in papirja VIPAP VIDEM Krško

## Nagrade
Na svoji poklicni poti je prejel številna priznanja, med drugim je prejemnik nagrade GZS za izjemne gospodarske in podjetniške dosežke (2017), nagrade Združenja manager Slovenije – Manager leta 2016, prejemnik zlatega priznanja Občine Hrastnik za delo in dosežke na gospodarskem področju, posebnega priznanja Zlata nit za zgleden primer prestrukturiranja Steklarne Hrastnik in priznanje Naj direktor leta po izboru revije Kapital (vsa tri priznanja: 2012). Prejel je tudi priznanje Paul Harris Fellow, Rotary International 